# Варткес Баронијан (документарни филм)
Варткес Баронијан је југословенски телевизијски документарни филм из 1995. године. Режирао га је Владимир Момчиловић а сценарио је написао Радослав Грајић.

## Улоге
| Глумац          | Улога |
| --------------- | ----- |
| Марко Бабац     | Лично |
| Радослав Грајић | Лично |
| Војислав Костић | Лично |
| Петар Лаловић   | Лично |
| Сава Мрмак      | Лично |